# Pedro Gomes Barroso, o Jovem
Pedro Gómez Álvarez de Albornoz Barroso (segundo outros autores, Pedro Gomes de Albornoz; Cuenca ou Toledo, c. 1320 ou 1330 - Avinhão, 2 ou 3 de junho de 1374) foi um prelado castelhano, sucessivamente bispo de Sigüenza (1348-1358), de Coimbra (1358-1364), de Lisboa (1364-1369) e por fim de Sevilha (1369-1374), e ainda cardeal da Igreja Católica.

## Biografia
De origem castelhana, não se sabe com certeza de onde era natural, afirmando uns autores que era oriundo de Toledo, e outros de Cuenca. Era filho de Fernán Pérez Barroso, senhor de Parla, e sua esposa Mayor Pérez de Acebedo, sendo ainda sobrinho-neto do cardeal Pedro Gomes Barroso, o Velho.
Doutorado em direito civil, foi promovido ao bispado de Sigüenza, em 14 de agosto de 1348. Teve alguns problemas com o rei Pedro, o Cruel, que se pretendia divorciar, tendo chegado a estar preso durante alguns meses em 1355. Consequentemente, passou a Portugal, onde foi promovido a bispo de Coimbra (25 de agosto de 1358), após o que foi transferido para a diocese de Lisboa em 23 de julho de 1364, vaga pela morte de D. Lourenço Rodrigues. Tal como no caso de outros bispos do tempo, passou a maior parte do governo ausente da sua diocese, fazendo-se representar por vigários-gerais, enquanto estava na Cúria Pontifícia, em Avinhão.
Em 1369, foi promovido ao arcebispado de Sevilha, cargo que viria a reter até à sua morte, em 1374. Nessa condição seria promovido ao cardinalato (com o título de Santa Prassede), no consistório celebrado por Gregório XI em 30 de maio de 1371, tendo ainda sido legado papal junto dos cavaleiros de língua hispânica da Ordem do Hospital, e recebido os proventos do arcediagado de York, desde 1373.
Faleceu, provavelmente vitimado pela peste, em Avinhão, em 2 ou 3 de junho de 1374, tendo sido sepultado no mosteiro dominicano de Santa Prassede, nas imediações da cidade.